# Vere United Football Club
Vere United FC es un equipo de fútbol jamaicano con sede en Clarendon. Desde el 2019 juega en la Premier League de Jamaica.

## Historia
El club fue fundado en 2010 por la empresa productora de bauxita y aluminio Jamalco, bajo el nombre de Jamalco Football Club. En 2016, por primera vez en su historia, ascendió a primera división, Jamalco jugó en la Premier League en 2016-17 después de ascender, terminar último y descender. En 2019, tras descender previamente a segunda división, el club regresó a primera división, bajo el nuevo nombre Vere United Football Club.

## Entrenadores
| Entrenadores    | Período       |
| --------------- | ------------- |
| Michael Bennett | 2019          |
| Andrew Isaacs   | 2019-2020     |
| Howard Cephas   | 2020          |
| Donovan Duckie  | 2021-2022     |
| Linval Dixon    | 2022-presente |